# Liste der Mitglieder des Provinziallandtags der Provinz Ostpreußen (1919–1920)
Diese Liste nennt die Mitglieder des Provinziallandtags der Provinz Ostpreußen (1919–1920) (45. und 46. Provinziallandtag).

## Allgemeines
Die Abgeordneten des Provinziallandtags wurden nicht direkt vom Volk, sondern von den Kreistagen gewählt. Da diese nach der Novemberrevolution in freier und gleicher Wahl gewählt worden waren, ergaben sich sehr deutliche Änderungen gegenüber den Provinziallandtagen des Kaiserreiches. Der Provinziallandtag trat in zwei Landtagssessionen zusammen:
- 45. Provinziallandtag: 17. Dezember bis 20. Dezember 1919
- 46. Provinziallandtag: 19. April bis 24. April 1920

Die vier Abgeordneten von Memel und Memel-Land verloren ihre Mandate durch den Versailler Vertrag.

## Liste
| Name                                            | Partei                               | Beruf und Ort                                                                                           | Wahlkreis                                 | Mandatsdauer             | Anmerkung                                                                                               |
| ----------------------------------------------- | ------------------------------------ | --- | ----------------------------------------- | ------------------------ | --- |
| Richard Andersch                                | SPD                                  | Arbeitersekretär in Königsberg                                                                          | Wahlkreis Königsberg 9 (Königsberg)       | 1919/1921                | Stellvertretender Vorsitzender des Provinziallandtags                                                   |
| Hans Baeck                                      | SPD                                  | Amtsgerichtssekretär in Angerburg                                                                       | Wahlkreis Gumbinnen 1 (Angerburg)         | 1919/1921                | |
| von Baehr                                       | DNVP                                 | Rittergutsbesitzer in Gr.-Ramsau (Postort)                                                              | Wahlkreis Allenstein 2 (Allenstein-Land)  | 1919/20. Dezember 1919   | Alterspräsident; Mandat wurde im Wahlprüfungsverfahren für ungültig erklärt; Nachfolger: Käswurm, Ernst |
| Max Johannes Otto Adolf Tortilowicz von Batocki | DNVP                                 | Oberpräsident z.D., Majoratsbesitzer in Bledau                                                          | Wahlkreis Königsberg 10 (Königsberg-Land) | 1919/1921                | |
| Paul Behrendt                                   | DNVP                                 | Rittergutsbesitzer in Margen bei Liedemeiten                                                            | Wahlkreis Gumbinnen 8 (Niederung)         | 19. April 1920/21        | Vorgänger: Krull, Rudolf, Dr.                                                                           |
| Friedrich von Berg                              | DNVP                                 | Wirkl. Geh. Rat in Markienen bei Bartenstein (Ostpreußen)                                               | Wahlkreis Königsberg 4 (Friedland)        | 1919/1921                | Vorsitzender des Provinziallandtags                                                                     |
| Hans Birth                                      | SPD                                  | Lehrer in Gr.-Blaustein bei Salzbach                                                                    | Wahlkreis Königsberg 15 (Rastenburg)      | 1919/1921                | |
| Karl von Boddien                                | DNVP                                 | Rittergutsbesitzer in Leissienen bei Allenburg                                                          | Wahlkreis Königsberg 16 (Wehlau)          | 1919/1921                | |
| Friedrich Börschmann                            | SPD                                  | Kreisarzt in Bartenstein                                                                                | Wahlkreis Königsberg 4 (Friedland)        | 1919/1921                | |
| Ernst Bolck                                     | SPD                                  | Rechtsanwalt und Stadtverordnetenvorsteher in Tilsit                                                    | Wahlkreis Gumbinnen 13 (Tilsit-Stadt)     | 1919/1921                | |
| Heinrich Boriß                                  | DNVP                                 | Gutsbesitzer in Stooßnen                                                                                | Wahlkreis Gumbinnen 9 (Oletzko)           | 1919/1921                | |
| Ernst Brandes                                   | DNVP                                 | Rittergutsbesitzer, Präsident der Landwirtschaftskammer für die Provinz Ostpreußen in Althof-Insterburg | Wahlkreis Gumbinnen 7 (Insterburg-Land)   | 1919/1921                | |
| Julius Freiherr von Braun                       | DNVP                                 | Landrat in Gerdauen                                                                                     | Wahlkreis Königsberg (Gerdauen)           | 1919/1921                | |
| Jakob Brozaitis                                 | Litauer bzw. fraktionslos            | Gutsbesitzer in Adl.-Wewerischken bei Memel                                                             | Wahlkreis Königsberg 13 (Memel-Land)      | 1919/(21. Dezember 1919) | Mandat erloschen, kein Nachfolger                                                                       |
| Robert Cohn                                     | DDP                                  | Justizrat, Rechtsanwalt und Notar in Königsberg                                                         | Wahlkreis Königsberg 9 (Königsberg)       | 1919/1921                | |
| Otto Maximilian Constantin                      | DNVP                                 | Landrat in Labiau                                                                                       | Wahlkreis Königsberg 11 (Labiau)          | 1919/1921                | |
| Hermann Degener                                 | SPD                                  | Postverwalter in Uderwangen                                                                             | Wahlkreis Königsberg 2 (Pr.-Eylau)        | 19. April 1920/21        | Vorgänger: Rödder, Rudolf                                                                               |
| Ernst Ebhardt                                   | SPD                                  | Altsitzer in Kosuchen bei Bialla                                                                        | Wahlkreis Allenstein 3 (Johannisburg)     | 1919/1921                | Alterspräsident ab 19. April 1920                                                                       |
| Karl Ehlers                                     | DNVP                                 | Rittergutsbesitzer in Ranten (Postort)                                                                  | Wahlkreis Allenstein 4 (Lötzen)           | 1919/1921                | |
| Fritz Graf zu Eulenburg-Prassen                 | DNVP                                 | Fideikommißbesitzer in Prassen                                                                          | Wahlkreis Königsberg 15 (Rastenburg)      | 1919/1921                | |
| Heinrich Freitag                                | SPD                                  | Nähmaschinenreisender in Siemohnen bei Norkitten                                                        | Wahlkreis Gumbinnen 7 (Insterburg-Land)   | 1919/1921                | |
| Konrad Freiherr von der Goltz                   | Fraktionslos                         | Landrat in Königsberg                                                                                   | Wahlkreis Königsberg 10 (Königsberg-Land) | 1919/1921                | |
| Erich Freiherr von der Goltz                    | DNVP                                 | Rittergutsbesitzer, Kreisdeputierter in Malschöwen bei Mensguth                                         | Wahlkreis Allenstein 7 (Ortelsburg)       | 1919/1921                | |
| Georg Gottheiner                                | DNVP                                 | Landrat in Johannisburg                                                                                 | Wahlkreis Allenstein 3 (Johannisburg)     | 1919/1921                | |
| Robert Grabow                                   | DDP                                  | Erster Bürgermeister in Memel                                                                           | Wahlkreis Königsberg 12 (Memel-Stadt)     | 1919/(21. Dezember 1919) | Mandat erloschen, kein Nachfolger                                                                       |
| Johann Haarbrücker                              | DNVP                                 | Gutsbesitzer in Missen bei Sodehnen                                                                     | Wahlkreis Gumbinnen 2 (Darkehmen)         | 1919/1921                | |
| Konrad Haberland                                | DVP                                  | Bürgermeister in Pillau                                                                                 | Wahlkreis Königsberg 3 (Fischhausen)      | 1919/1921                | |
| Hardenberg                                      | Fraktionslos                         | Regierungs-Assessor in Tilsit                                                                           | Wahlkreis Gumbinnen 14 (Tilsit-Land)      | 1919/1921                | |
| Max Heydemann                                   | USPD                                 | Schriftsteller in Königsberg                                                                            | Wahlkreis Königsberg 9 (Königsberg)       | 1919/1921                | |
| Leopold Höhnen                                  | DVP                                  | Oberregierungsrat in Allenstein                                                                         | Wahlkreis Allenstein 1 (Allenstein-Stadt) | 1919/1921                | |
| Hubert Hönnekes                                 | Zentrum                              | Oberlehrer in Allenstein                                                                                | Wahlkreis Allenstein 1 (Allenstein-Stadt) | 1919/1921                | |
| Karl Hoff                                       | SPD                                  | Gewerkschaftsbeamter in Tapiau                                                                          | Wahlkreis Königsberg 16 (Wehlau)          | 1919/1921                | |
| Rudolf Holzky                                   | Zentrum                              | Fabrikbesitzer in Wormditt                                                                              | Wahlkreis Königsberg 1 (Braunsberg)       | 1919/1921. Dezember 1919 | |
| Hans Honig                                      | SPD                                  | Landrat in Memel                                                                                        | Wahlkreis Königsberg 13 (Memel-Land)      | 1919/(21. Dezember 1919) | Mandat erloschen, kein Nachfolger                                                                       |
| Ernst Käswurm                                   | Zentrum                              | Gutsbesitzer in Gr.-Bartelsdorf                                                                         | Wahlkreis Allenstein 2 (Allenstein-Land)  | 19. April 1920/21        | Vorgänger: von Baehr                                                                                    |
| Kallweit                                        | DVP                                  | Beigeordneter in Zinten                                                                                 | Wahlkreis Königsberg 6 (Heiligenbeil)     | 1919/1921                | |
| Graf Kautter-Willkamm                           | DNVP                                 | Majoratsbesitzer in Willkamm bei Skandau                                                                | Wahlkreis Königsberg 5 (Gerdauen)         | 1919/1921                | |
| August Kislat                                   | SPD                                  | Schneidemüller in Heydekrug (Ostpreußen)                                                                | Wahlkreis Gumbinnen 5 (Heydekrug)         | 1919/1921                | |
| Karl Ludwig Klamroth                            | Fraktionslos bzw. bürgerlich         | Landrat in Heilsberg                                                                                    | Wahlkreis Königsberg 7 (Heilsberg)        | 1919/1921                | |
| Hans Knopff                                     | DNVP                                 | Gutsbesitzer in Eckertsberg bei Gr.-Rominten                                                            | Wahlkreis Gumbinnen 3 (Goldap)            | 1919/1921                | |
| Max Krell                                       | SPD                                  | Bürgermeister und Landrichter a. D. in Tilsit                                                           | Wahlkreis Allenstein 5 (Lyck)             | 1919/1921                | |
| Johann Krischik                                 | DNVP                                 | Besitzer in Alt-Werder bei Großleschienen                                                               | Wahlkreis Allenstein 7 (Ortelsburg)       | 1919/1921                | |
| Rudolf Krull                                    | Fraktionslos                         | Landrat in Heinrichswalde                                                                               | Wahlkreis Gumbinnen 8 (Niederung)         | 1919/(21. Dezember 1919) | Mandat niedergelegt, Nachfolger: Behrendt, Paul                                                         |
| Paul Kuchatz                                    | DDP                                  | Rektor in Stallupönen                                                                                   | Wahlkreis Gumbinnen 12 (Stallupönen)      | 1919/1921                | |
| Hermann von Kühlewein                           | DNVP                                 | Landrat in Sensburg                                                                                     | Wahlkreis Allenstein 10 (Sensburg)        | 1919/1921                | |
| Anton Lingk                                     | Zentrum                              | Mühlenbesitzer in Klutkenmühle bei Münsterberg                                                          | Wahlkreis Königsberg 7 (Heilsberg)        | 1919/1921                | |
| Ernst Mey                                       | DDP                                  | Bürgermeister in Ortelsburg                                                                             | Wahlkreis Allenstein 7 (Ortelsburg)       | 1919/1921                | |
| Ernst Meyer                                     | SPD                                  | Kaufmann in Kaukehmen                                                                                   | Wahlkreis Gumbinnen 8 (Niederung)         | 1919/1921                | |
| Werner Freiherr von Mirbach                     | DNVP                                 | Landrat in Neidenburg                                                                                   | Wahlkreis Allenstein 6 (Neidenburg)       | 1919/1921                | |
| Rudolf Mulack                                   | DDP                                  | Amtsrichter                                                                                             | Wahlkreis Gumbinnen 11 (Ragnit)           | 1919/1921                | |
| Johann Münnekhoff                               | SPD                                  | Tischler in Osterode                                                                                    | Wahlkreis Allenstein 8 (Osterode)         | 1919/1921                | |
| Gerhard von Negenborn                           | DNVP                                 | Rittergutsbesitzer in Klonau                                                                            | Wahlkreis Allenstein 8 (Osterode)         | 1919/1921                | |
| Hermann Nehbel                                  | DNVP                                 | Landschaftsdirektor, Major a. D. in Salusken bei Nei-denburg                                            | Wahlkreis Allenstein 6 (Neidenburg)       | 1919/1921                | |
| Otto Neubacher                                  | DNVP                                 | Gutsbesitzer in Muntowen bei Sensburg                                                                   | Wahlkreis Allenstein 10 (Sensburg)        | 1919/1921                | |
| Wenceslaus Osinski                              | bkF bzw. Pole                        | Pfarrer in Wuttrienen (Postort)                                                                         | Wahlkreis Allenstein 2 (Allenstein-Land)  | 1919/1921                | Das Mandat wurde im Wahlprüfungsverfahren aberkannt; bei der Neuwahl wurde das Mandat bestätigt         |
| Ernst Papendieck                                | DNVP                                 | Gutsbesitzer in Waldhaus Chelchen bei Duneyken                                                          | Wahlkreis Gumbinnen 9 (Oletzko)           | 1919/1921                | |
| Pawlitz                                         | Fraktionslos                         | Staatsförster in Kupstienen bei Mehlauken                                                               | Wahlkreis Königsberg 11 (Labiau)          | 1919/1921                | |
| Max Peters                                      | DNVP                                 | Landrat in Lyck                                                                                         | Wahlkreis Allenstein 5 (Lyck)             | 1919/1921                | |
| Karl von Plehwe                                 | DNVP                                 | Rittergutsbesitzer in Dwarischken                                                                       | Wahlkreis Gumbinnen 10 (Pillkallen)       | 1919/1921                | |
| Eldor Pohl                                      | DDP                                  | Oberbürgermeister in Tilsit                                                                             | Wahlkreis Gumbinnen 13 (Tilsit-Stadt)     | 1919/1921                | |
| Pokorny                                         | SPD                                  | Altsitzer in Neu-Argeningken (Postort)                                                                  | Wahlkreis Gumbinnen 14 (Tilsit-Land)      | 1919/1921                | |
| Fritz von Reichel                               | DNVP                                 | Rittergutsbesitzer in Terpen bei Saalfeld                                                               | Wahlkreis Königsberg 14 (Mohrungen)       | 1919/1921                | |
| Nicolaus Robert-Tornow                          | DNVP                                 | Landrat in Pr.-Holland                                                                                  | Wahlkreis Königsberg 8 (Pr.-Holland)      | 1919/1921                | |
| Rudolf Rödder                                   | SPD                                  | Gewerkschaftssekretär in Karlshöchen bei Pr.-Eylau                                                      | Wahlkreis Königsberg 2 (Pr.-Eylau)        | 1919/(21. Dezember 1919) | Mandat niedergelegt, Nachfolger: Degener, Hermann                                                       |
| Herbert Rohde                                   | Fraktionslos; ab 19. April 1920 DNVP | Landratsamtsverwalter, Regierungsrat in Goldap                                                          | Wahlkreis Gumbinnen 3 (Goldap)            | 1919/1921                | |
| Otto Rosencrantz                                | DDP                                  | Oberbürgermeister in Insterburg                                                                         | Wahlkreis Gumbinnen 6 (Insterburg-Stadt)  | 1919/1921                | |
| Karl Schluß                                     | DNVP                                 | Landrat in Fischhausen                                                                                  | Wahlkreis Königsberg 3 (Fischhausen)      | 1919/1921                | |
| William Schmidt                                 | DNVP                                 | Rittergutsbesitzer in Gr.-Tippeln                                                                       | Wahlkreis Königsberg 8 (Pr.-Holland)      | 1919/1921                | |
| Paul Schmidt                                    | Fraktionslos                         | Bürgermeister in Lötzen                                                                                 | Wahlkreis Allenstein 4 (Lötzen)           | 1919/1921                | |
| Karl Schweighöfer                               | DNVP                                 | Gutsbesitzer in Petrikatschen                                                                           | Wahlkreis Gumbinnen 12 (Stallupönen)      | 1919/1921                | |
| Erich von Siegfried                             | DNVP                                 | Landrat und Rittergutsbesitzer in Heiligenbeil (Carben)                                                 | Wahlkreis Königsberg 6 (Heiligenbeil)     | 1919/1921                | |
| Eugen Simon                                     | Fraktionslos bzw. bürgerlich         | Landrat in Gumbinnen                                                                                    | Wahlkreis Gumbinnen 4 (Gumbinnen)         | 1919/1921                | |
| Paul Stettiner                                  | DVP                                  | Stadtschulrat, Professor in Königsberg                                                                  | Wahlkreis Königsberg 9 (Königsberg)       | 1919/1921                | |
| Otto Streicher                                  | SPD                                  | Architekt in Angerburg                                                                                  | Wahlkreis Gumbinnen 1 (Angerburg)         | 1919/1921                | |
| Hugo Swart                                      | Fraktionslos                         | Landrat in Heydekrug (Ostpreußen)                                                                       | Wahlkreis Gumbinnen 5 (Heydekrug)         | 1919/1921                | |
| Josef Waldhausen                                | Zentrum                              | Landrat in Bischofsburg                                                                                 | Wahlkreis Allenstein 9 (Rössel)           | 1919/1921                | |
| Rudolf Weck                                     | USPD                                 | Stadtrat, Arbeitersekretär in Königsberg                                                                | Wahlkreis Königsberg 9 (Königsberg)       | 1919/1921                | |
| Wehe                                            | SPD                                  | Baurat in Osterode                                                                                      | Wahlkreis Allenstein 8 (Osterode)         | 1919/1921                | |
| Ferdinand Wehlen                                | USPD                                 | Tischler in Gumbinnen                                                                                   | Wahlkreis Gumbinnen 4 (Gumbinnen)         | 1919/1921                | |
| Wilhelm Weidemann                               | SPD                                  | Lehrer, Stadtverordneter in Insterburg                                                                  | Wahlkreis Gumbinnen 6 (Insterburg-Stadt)  | 1919/1921                | |
| Hermann Weiß                                    | DNVP                                 | Taubstummenlehrer in Königsberg                                                                         | Wahlkreis Königsberg 9 (Königsberg)       | 1919/1921                | |
| Weyde                                           | Fraktionslos                         | Bürgermeister in Mohrungen                                                                              | Wahlkreis Königsberg 14 (Mohrungen)       | 1919/1921                | |
| Friedrich Winter                                | DDP                                  | Bahnmeister in Ströpken bei Darkehmen                                                                   | Wahlkreis Gumbinnen 2 (Darkehmen)         | 1919/1921                | |
| Wilhelm Ziehe                                   | DDP                                  | Besitzer in Kussen                                                                                      | Wahlkreis Gumbinnen 10 (Pillkallen)       | 1919/1921                | |
| Hermann Zielke                                  | DDP                                  | Gutsbesitzer in Pilgrim bei Uderwangen                                                                  | Wahlkreis Königsberg 2 (Pr.-Eylau)        | 1919/1921                | |
| Karl Zimmeck                                    | SPD                                  | Lehrer, Stadtverordnetenvorsteher in Memel                                                              | Wahlkreis Königsberg 12 (Memel-Stadt)     | 1919/(21. Dezember 1919) | Mandat erloschen, kein Nachfolger                                                                       |
| Josef Zink                                      | Zentrum                              | Besitzer in Santoppen                                                                                   | Wahlkreis Allenstein 9 (Rössel)           | 1919/1921                | |
| Johannes Zint                                   | Zentrum                              | Stiftspropst in Crossen bei Wormditt                                                                    | Wahlkreis Königsberg 1 (Braunsberg)       | 1919/1921                | |
| Hermann Zwicker                                 | Fraktionslos                         | Landrat in Ragnit                                                                                       | Wahlkreis Gumbinnen 11 (Ragnit)           | 1919/1921                | |